# Ivar Slik
Ivar Slik (* 27. Mai 1993 in Nigtevecht) ist ein niederländischer Radrennfahrer.

## Karriere
Slik wurde 2010 Niederländischer Juniorenmeister in der Einerverfolgung und im Scratch. 2011 gewann er zwei Etappen bei der Internationalen 3-Etappen-Rundfahrt und belegte Rang zwei in der Gesamtwertung. Darüber hinaus gewann er ein Teilstück und die Gesamtwertung des GP Denmark.
Im Erwachsenenbereich gewann Silk mit Dylan van Baarle den UIV-Cup in Rotterdam, ein Zweier-Mannschaftsfahren. Auf der Straße schloss er sich im selben Jahr dem Rabobank Continental Team an und konnte mit dem Gewinn des Prologs der Istrian Spring Trophy seinen ersten Erfolg auf der UCI Europe Tour erringen. Beim Etappenrennen Triptyque des Monts et Châteaux erreichte er zudem den zweiten Platz in der Gesamtwertung. Außerdem gewann er das Eintagesrennen Ronde van Midden-Nederland.
Silk fuhr zum Saisonende 2013 beim UCI WorldTeam Belkin-Pro Cycling Team als Stagiaire, erhielt aber keinen regulären Vertrag. In den Jahren 2015 und 2016 fuhr er für das UCI Professional Continental Team, ohne vordere Ergebnisse zu erzielen.
Im Jahr 2017 wechselte er zum Monkey Town Continental Team. 2018 und 2019 gewann er je eine Etappe der Tour of Fuzhou und 2019 den Prolog der Sibiu Cycling Tour sowie eine Etappe bei Turul Romaniei.

## Erfolge
2010
- Niederländischer Meister – Einerverfolgung (Junioren)
- Niederländischer Meister – Scratch (Junioren)

2012
- UIV Cup – Rotterdam (mit Dylan van Baarle)
- Prolog Istrian Spring Trophy
- Ronde van Midden-Nederland

2018
- eine Etappe Tour of Fuzhou

2019
- Prolog Sibiu Cycling Tour
- eine Etappe Turul Romaniei
- eine Etappe Tour of Fuzhou

2021
- Turkish Beauties Sprintwertung Türkei-Rundfahrt

## Teams
- 2012 Rabobank Continental Team
- 2013 Rabobank Development Team / Belkin-Pro Cycling Team (Stagiaire)
- 2014 Rabobank Development Team
- 2015 Roompot Oranje Peloton
- 2016 Roompot Oranje Peloton
- 2017 Monkey Town Continental Team
- 2018 Monkey Town Continental Team
- 2019 Monkey Town-á Bloc CT
- 2020 À Bloc CT
- 2021 À Bloc CT